# Francia utánpótlás-labdarúgó-válogatott
A francia utánpótlás-labdarúgó-válogatott Franciaország utánpótlás nemzeti csapata, melyet a Francia labdarúgó-szövetség (franciául: Fédération Française de Football) irányít.

## Csapatok
- Francia U16-os labdarúgó-válogatott
- Francia U17-es labdarúgó-válogatott
- Francia U18-as labdarúgó-válogatott
- Francia U19-es labdarúgó-válogatott
- Francia U20-as labdarúgó-válogatott
- Francia U21-es labdarúgó-válogatott